# Озджан, Али Джан
Али Джан Озджан (тур. Ali Can Özcan; род. 17 апреля 2002 года) — турецкий паратхэквондист. Серебряный призёр летних Паралимпийских игр 2024 в Париже.

## Биография

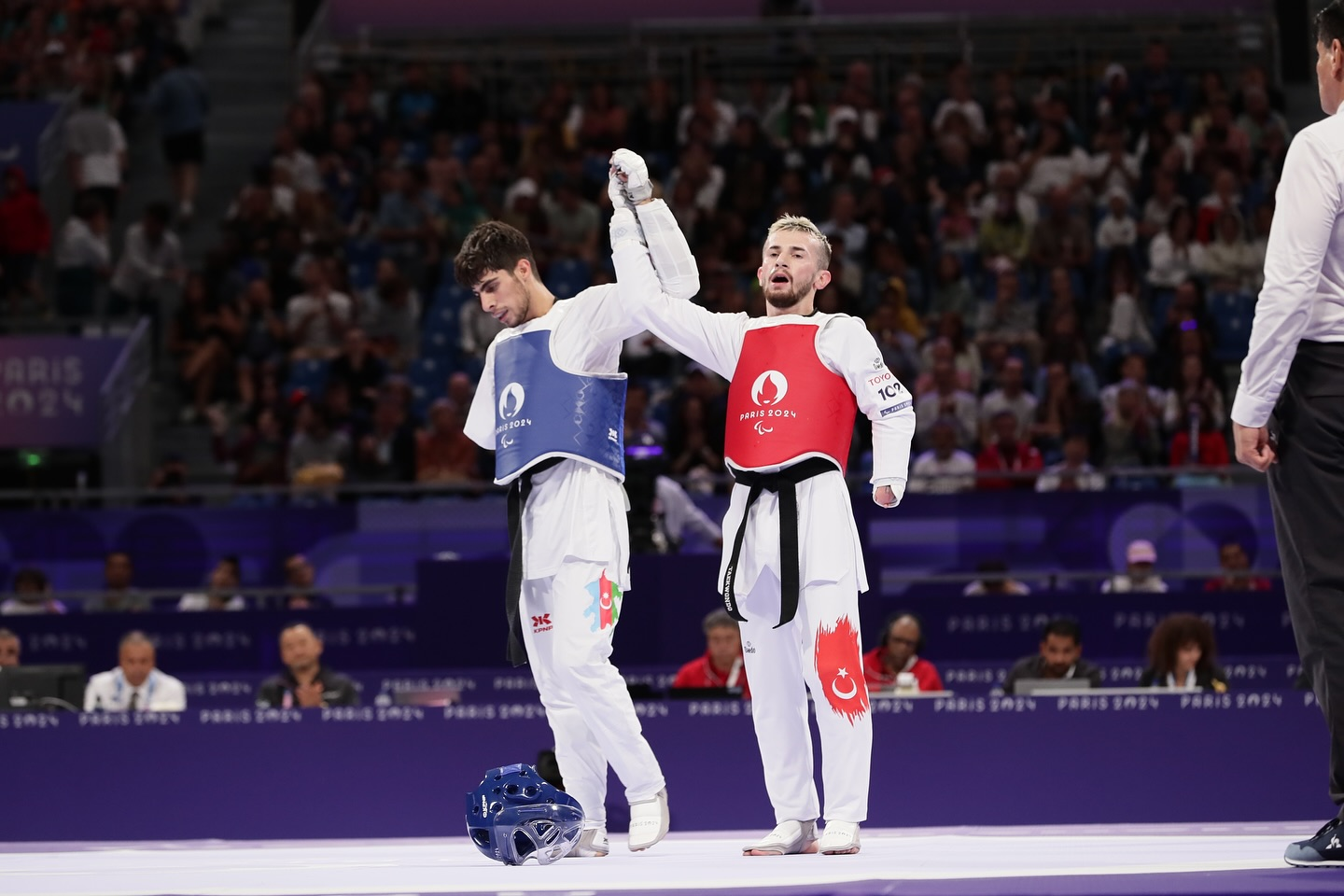
Али Джан Озджан (в красном) после полуфиналаа Паралимпиады-2024 против азербайджанца Сабира Зейналова

29 августа 2024 года на летних Паралимпийских играх 2024 в Париже Али Джан Озджан соревновался в весовой категории до 58 кг. В четвертьфинале победил испанца Хоэля Мартина Вильялобоса, в полуфинале — азербайджанца Сабира Зейналова. В финале проиграл израильскому тхэквондисту Асафу Ясуру и завоевал серебряную медаль Паралимпиады.